# Isonychus bruchiformis
Isonychus bruchiformis är en skalbaggsart som beskrevs av Ernst Friedrich Germar 1813. Isonychus bruchiformis ingår i släktet Isonychus och familjen Melolonthidae. Inga underarter finns listade i Catalogue of Life.